# NGC 1763
NGC 1763 (również ESO 85-EN20) – mgławica emisyjna, znajdująca się w gwiazdozbiorze Złotej Ryby. Należy do Wielkiego Obłoku Magellana. Wchodzi w skład dużego rejonu gwiazdotwórczego LMC-N11 (N11). Odkrył ją James Dunlop 6 listopada 1826 roku, 2 listopada 1834 roku zaobserwował ją też John Herschel.